# Károly Markó
Károly Markó (ur. 23 listopada 1793 w Lőcse, obecnie w Słowacji, zm. 19 listopada 1860 Villa di Lappeggi koło Florencji we Włoszech) – węgierski malarz pejzażysta.
Początkowo uczył się inżynierii w Koloszwarze i Peszcie. Dopiero w latach 1822 – 1824 studiował w Akademii Sztuk Pięknych w Wiedniu. Malował początkowo portrety, później całkowicie pochłonęły go węgierskie pejzaże, poruszał również tematykę biblijną i mitologiczną.
Wyjechał do Włoch w 1832 i spędził tam resztę życia. Pracował w Rzymie, Pizie i Florencji. W latach 1840–1847 był profesorem w Accademia di Belle Arti (Florencja), był również członkiem Komitetu Węgierskiej Akademii Nauk. Osiągnął znaczny sukces artystyczny i finansowy, jego obrazy były chętnie kupowane przez włoską i austriacką arystokrację.

## Galeria

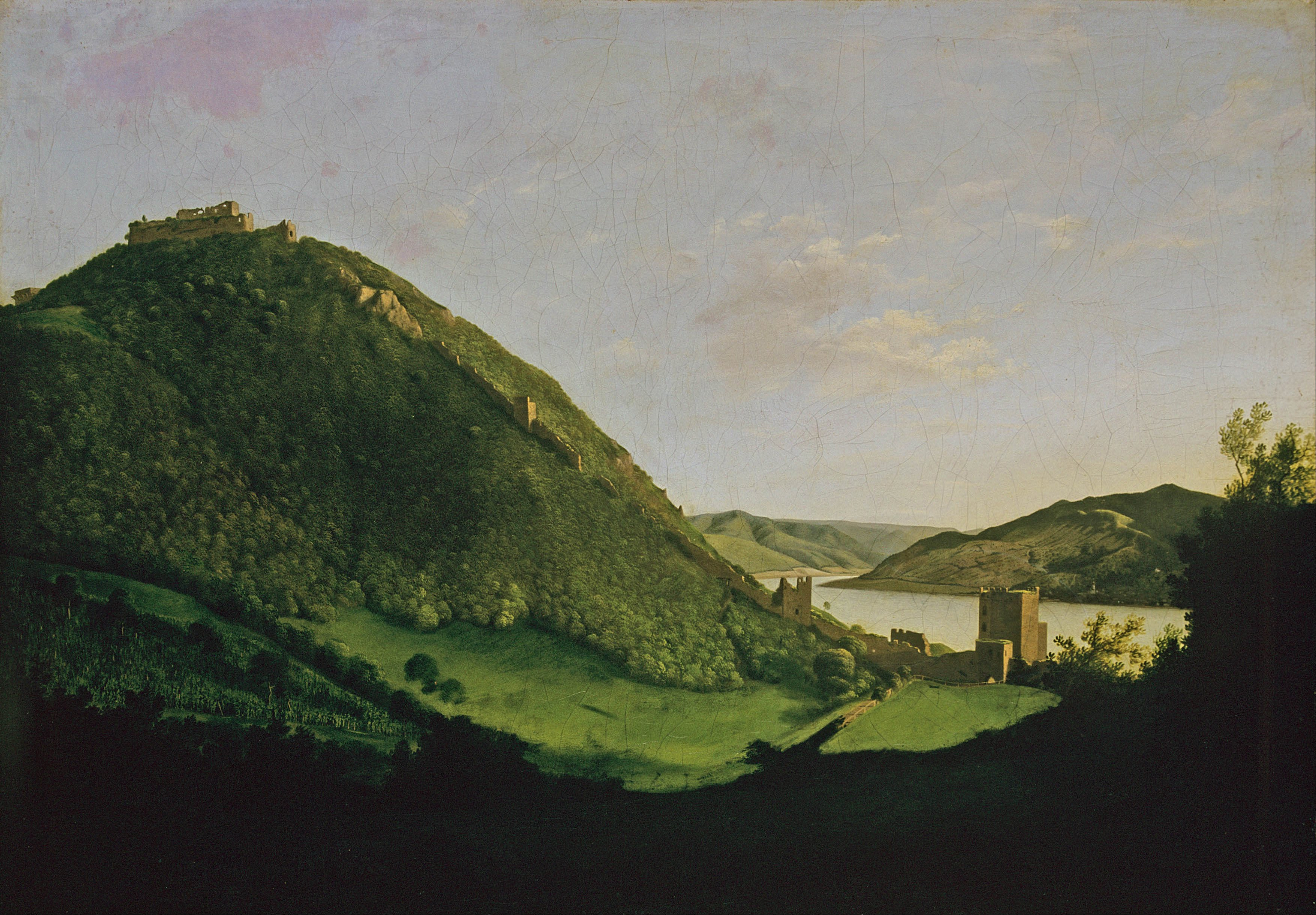
Wyszehrad (1826-30)
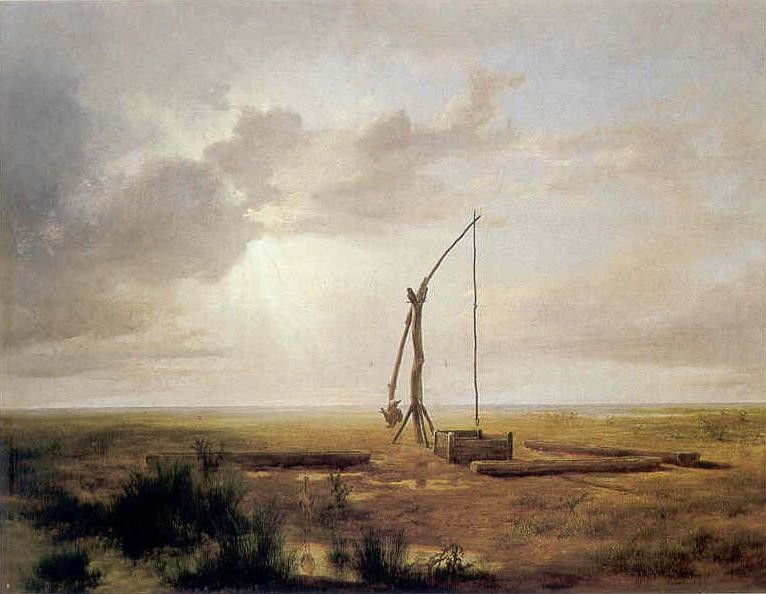
Węgierski krajobraz z żurawiem (1853)
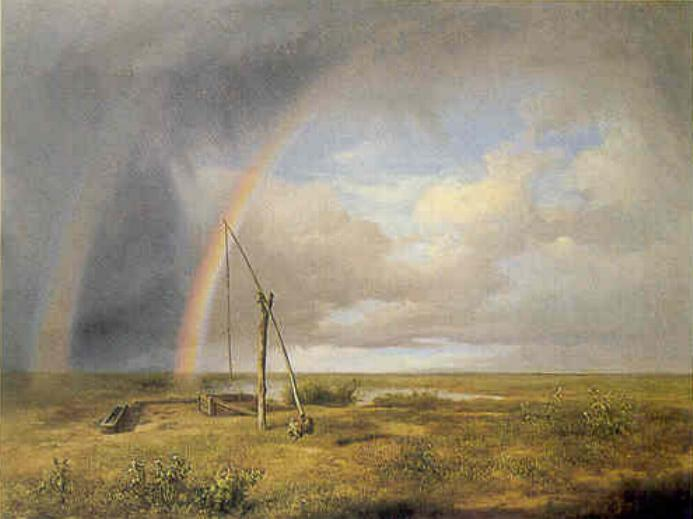
Tęcza na puszcie (1853)
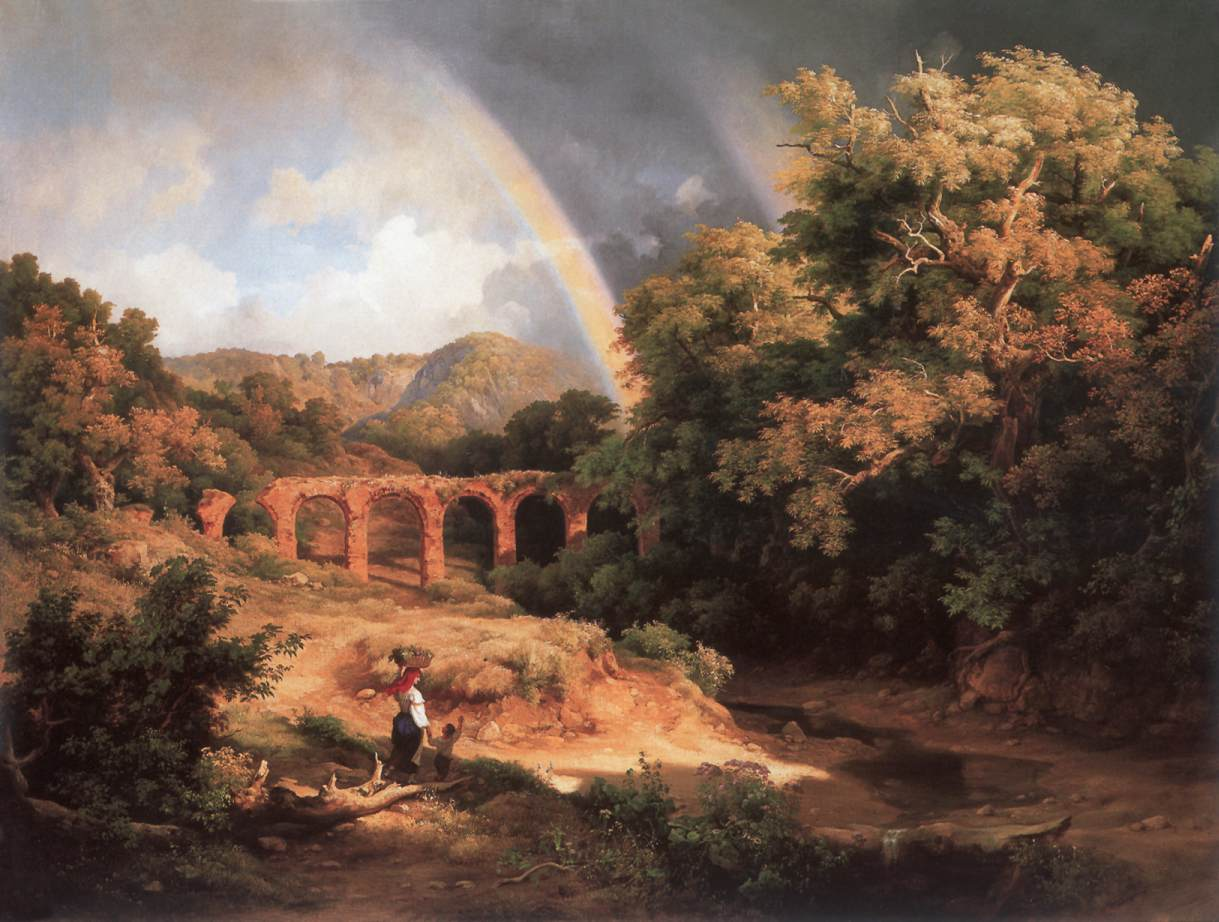
Włoski pejzaż z tęczą (1838)
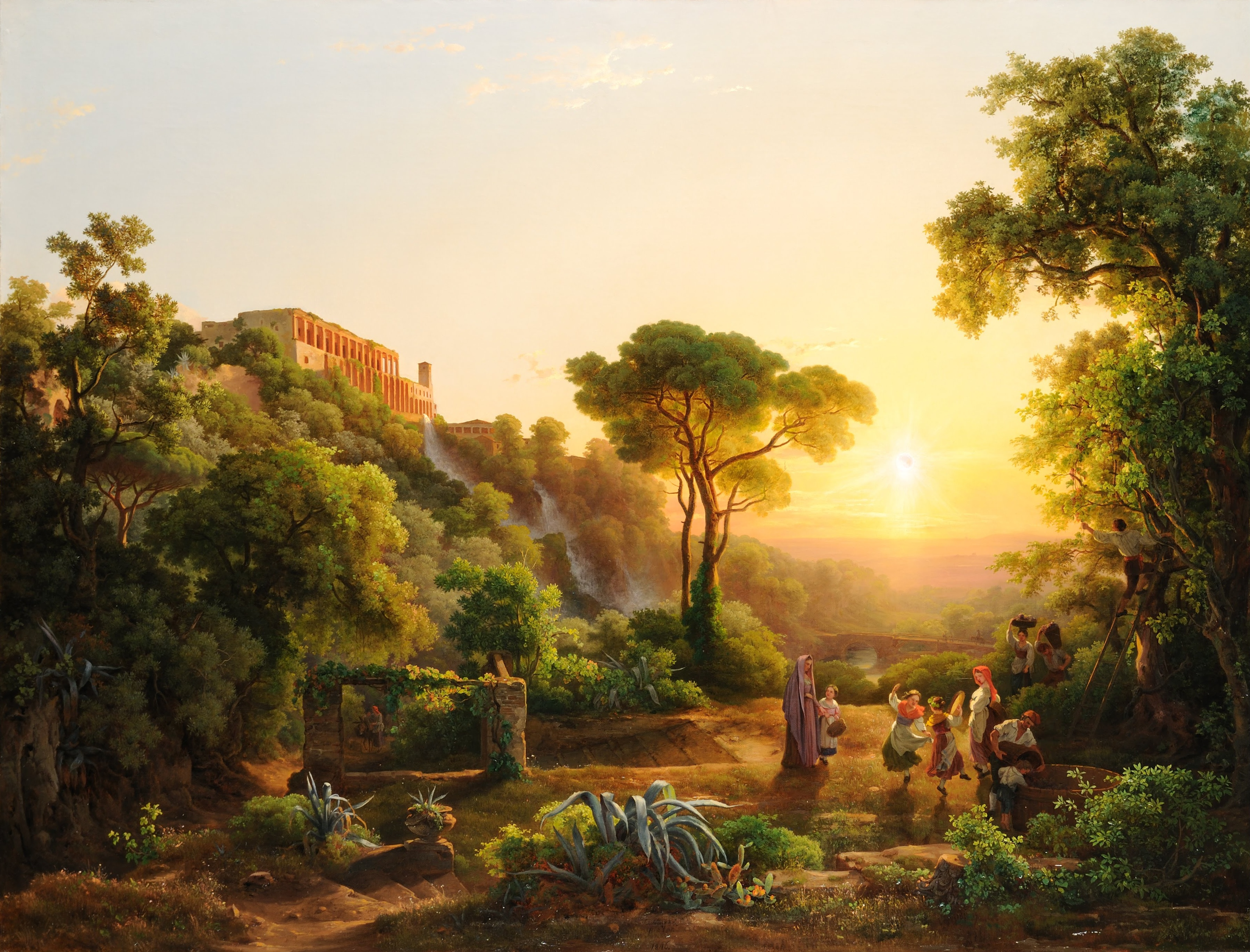
Krajobraz z okolic Tivoli (1846)
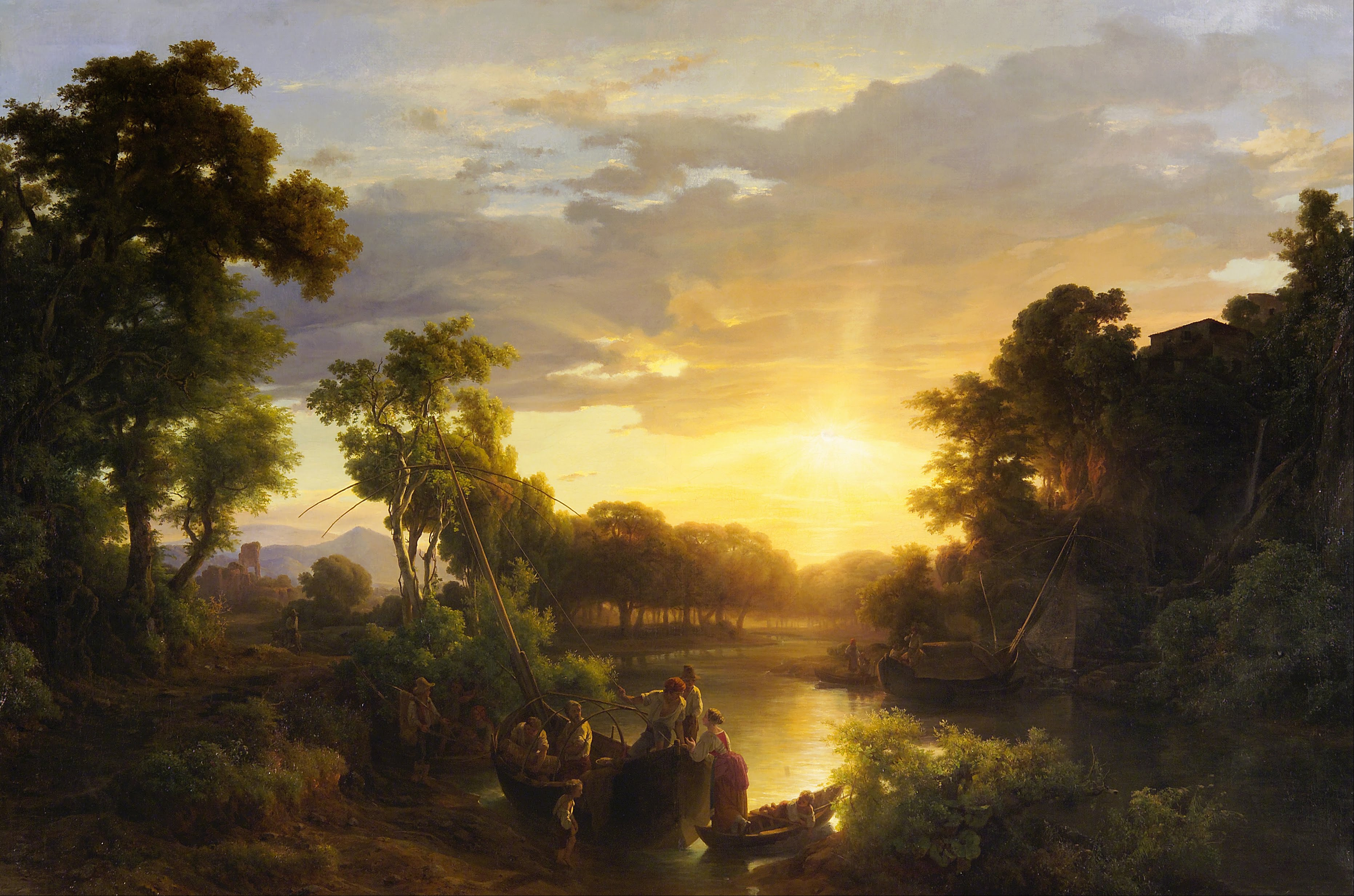
Włoski pejzaż o zachodzie słońca (1851)
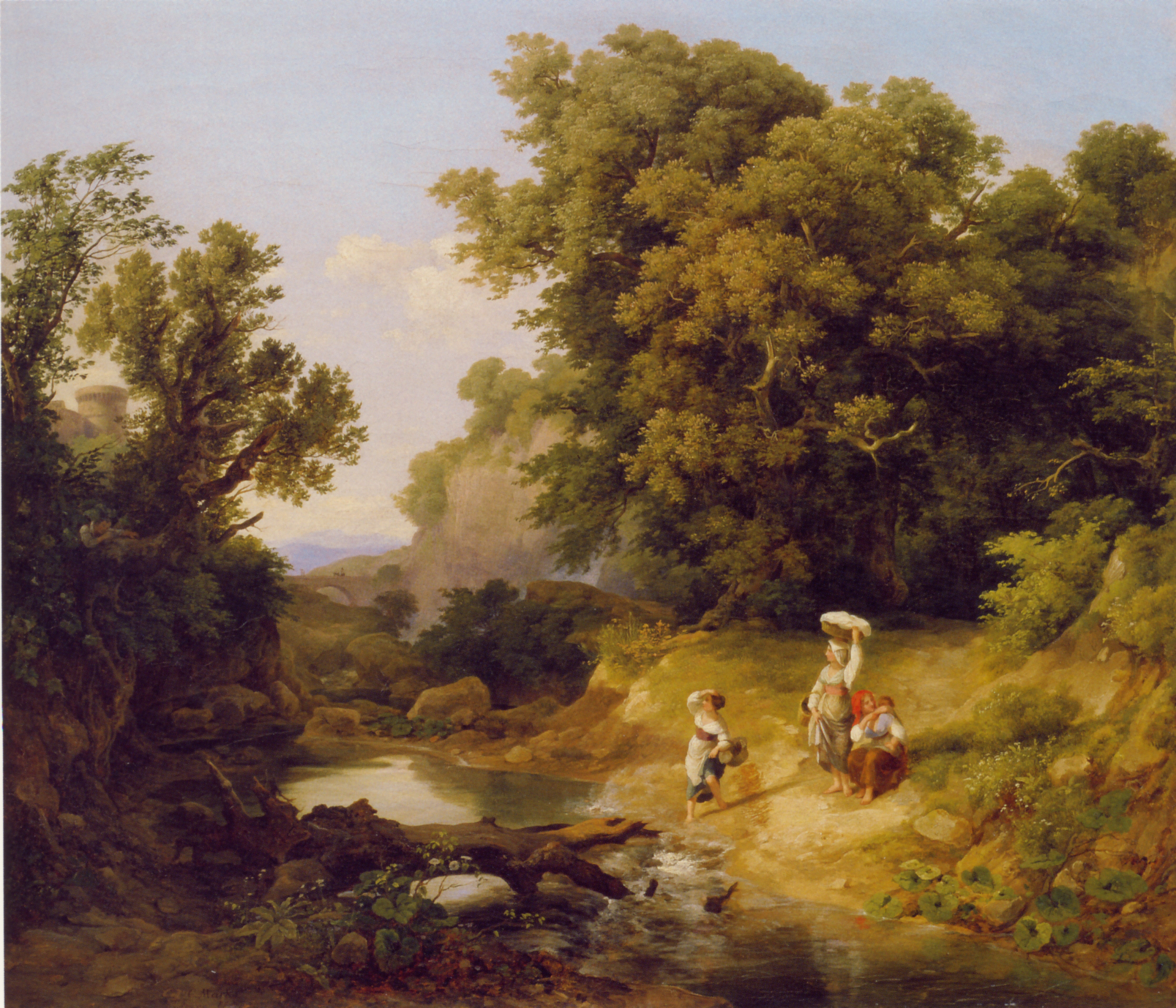
Idealny pejzaż, (Ideale Landschaft), 1837